# إنغريد وولف
إنغريد وولف (بالهولندية: Ingrid Wolff)‏ هي لاعب هوكي الحقل هولندية، ولدت في 17 فبراير 1964 في لاهاي في هولندا.

## وصلات خارجية
- إنغريد وولف على موقع أوليمبيديا (الإنجليزية)